# جيرمين أنور
جيرمين أنور (مواليد 30 سبتمبر 1986) هي لاعبة تايكوندو مصرية، مثّلت مصر في أولمبياد أثينا 2004 وحلت في المركز العاشر مكرر.

## المشاركة الأولمبية

### أثينا 2004
| الرياضيّة    | الحدث   | دور الـ16            | ربع النهائي     | نصف النهائي     | إعادة التأهيل 1 | إعادة التأهيل 2 | النهائي / م ب   | النهائي / م ب |
| الرياضيّة    | الحدث   | المنافس النتيجة      | المنافس النتيجة | المنافس النتيجة | المنافس النتيجة | المنافس النتيجة | المنافس النتيجة | الترتيب       |
| ----------- | ------- | -------------------- | --------------- | --------------- | --------------- | --------------- | --------------- | ------------- |
| جيرمين أنور | −49 كجم | غوندا (كندا) · خ 2–3 | لم تتأهل        | لم تتأهل        | لم تتأهل        | لم تتأهل        | لم تتأهل        | لم تتأهل      |

## روابط خارجية
- جيرمين أنور على موقع TaekwondoData.com (الإنجليزية)
- جيرمين أنور على موقع أوليمبيديا (الإنجليزية)